# 八阪神社 (平群町白石畑)
八阪神社（やさかじんじゃ）は、奈良県生駒郡平群町白石畑に鎮座する神社。旧社格は、村社。

## 概要
白石畑は、山頂を境界に東が斑鳩町、西が平群町に所属するが、両白石畑の鎮守神として東西両集落の山頂に南面して鎮座する。
祭神は、正面が素戔嗚命、向かって右側が八王子神、向かって左側が若年之神。
すぐ向かって右側の境内社は、祭神、八海龍神。向かって左側の境内社は、祭神、市杵島比売命。
明治十二年の平群郡の神社明細帳には、法隆寺村・素戔嗚神社と記されてあり、素戔嗚神社とも呼ばれる。
但し、明治二十五年の生駒郡(元平群郡)の神社明細帳には、明治村(後の平群村)・八阪神社と記されてある。
参道入口左側の屋敷跡は、元薬師堂跡で、付近にある水田約五畝歩は、古来、座衆の一老によって耕作されてきた宮田(みやだ:神饌米を作る田)である。